# Halina Zborowska
Halina Rozalia Zborowska, po mężu Idzikowska (ur. 6 marca 1922 w Warszawie, zm. 4 marca 2014 tamże) – polska lekkoatletka, biegaczka średniodystansowa, mistrzyni Polski.

## Życiorys
Zdobyła mistrzostwo Polski w biegu na 800 metrów w 1939 oraz brązowy medal na tym samym dystansie w 1938, a także wicemistrzostwo Polski w hali w biegu na 500 metrów w 1939.
Była zawodniczką klubów ZS Warszawa (1937) i Polonia Warszawa (1938–1939).
Rekordy życiowe:
- bieg na 800 metrów – 2:32,0 (16 lipca 1939, Chorzów)

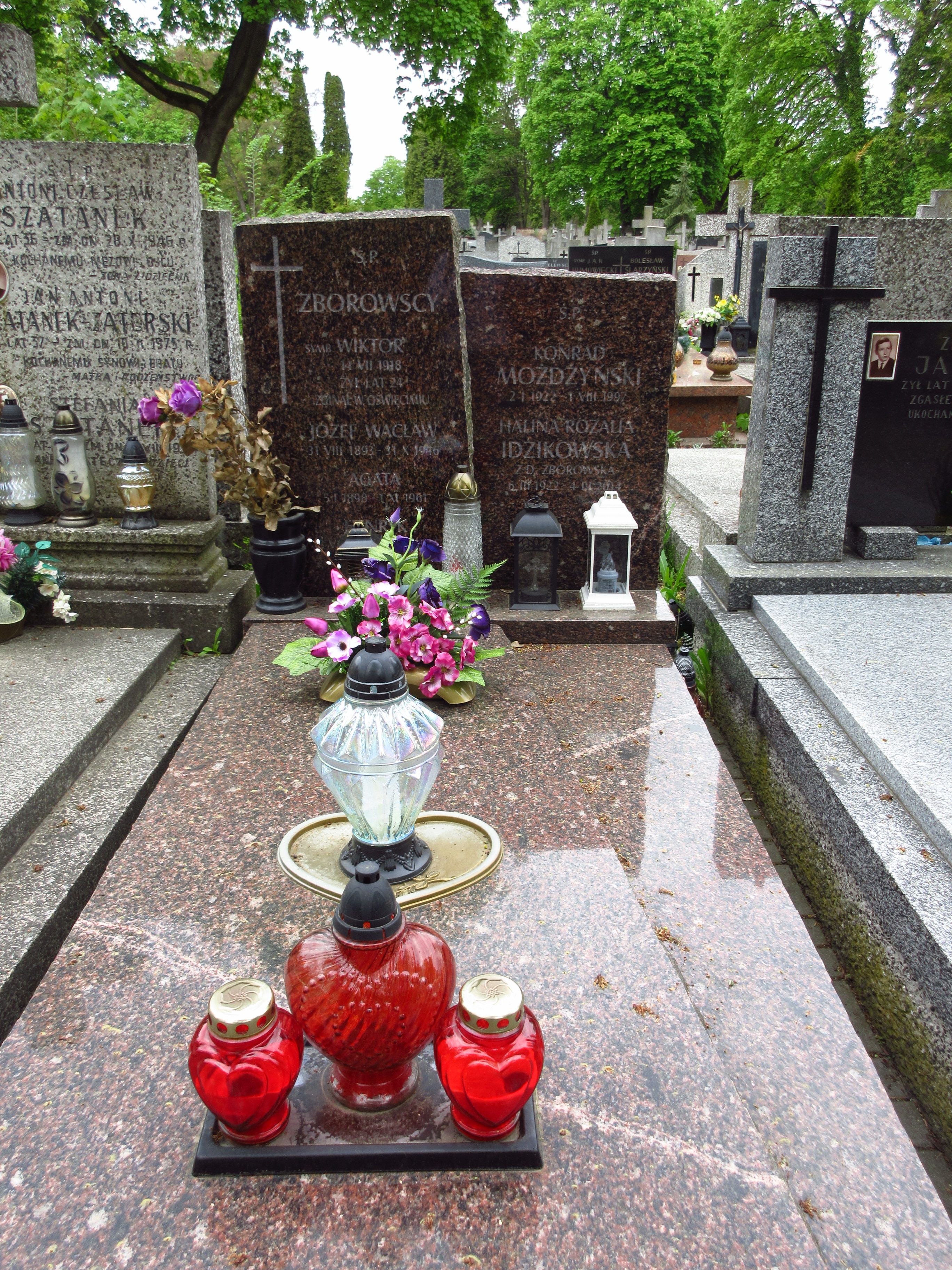
Grób Haliny Zborowskiej (Idzikowskiej) na Cmentarzu Bródnowskim.

Pochowana na cmentarzu Bródnowskim w Warszawie (kwatera 27G-1-28).